# Pole przedpokrywowe
Pole przedpokrywowe (łac. area pretectalis) – w anatomii człowieka część blaszki pokrywy położona do przodu od wzgórków górnych, na wysokości spoidła tylnego. Dochodzą do niego aksony pasma wzrokowego, stąd komórki pola przesyłają informacje do zespołu jąder nerwu okoruchowego (głównie jądra przywspółczulnego Westphala-Edingera). Znajdują się tu skupienia ciał komórek nerwowych takich jak:
- jądro pasma wzrokowego
- jądro podsoczewkowate
- jądro pola przedpokrywowego
- jądro oliwki wzgórka górnego
- jądro główne przedpokrywowe[2]

Jądra te są uważane za miejsce ośrodka biorącego udział w odruchu źrenic na światło.